# 121817 Szatmáry
121817 Szatmáry è un asteroide della fascia principale. Scoperto nel 2000, presenta un'orbita caratterizzata da un semiasse maggiore pari a 3,1764666 UA e da un'eccentricità di 0,1923639, inclinata di 15,98944° rispetto all'eclittica.